# حدق ذعافي
الحَدَق الذُعَافِيّ  (بالإنجليزية: Malevolence أو Purple Devil أو Five-Minute Plant)‏ نوع نباتات من الفصيلة الباذنجانية. تحتوي ثماره وسيقانه وأوراقه على أشباه قلويات سامّة (لذلك سمي بالحدق الذعافي)، لذا وجب عدم أكلها.